# Bundesstraße 184
Die Bundesstraße 184 (Abkürzung: B 184) ist eine deutsche Bundesstraße in den Bundesländern Sachsen-Anhalt und Sachsen.

## Überblick
- Länge: 111 km
- Anfangspunkt: B 1 in Heyrothsberge bei Magdeburg
- Endpunkt: nördlich von Leipzig an der B 2

## Geschichte/Weiteres
Die Nummer 184 wurde im Deutschen Reich vergeben, allerdings erst bei der zweiten Phase der Nummerierung, welche um das Jahr 1937 durchgeführt wurde. Anfang der 1960er Jahre wurde die Straße wegen des Braunkohletagebaus Goitzsche von Bitterfeld nach Delitzsch zirka drei Kilometer nach Westen verschoben. Parallel dazu wurde auch die Bahnstrecke Trebnitz–Leipzig verlegt.
Delitzsch wird mittels einer Umgehungsstraße umfahren. Aufgrund der Braunkohletagebauaufschlüsse Delitzsch-Südwest und Breitenfeld wurde das letzte Stück von Zschortau bis Leipzig komplett neu gebaut. Das Ende an der B 2 war dementsprechend weiter südlich im Zentrum Leipzigs.
Zwischen Roßlau und Dessau wird die Elbe überquert. In diesem Bereich wurde die Straße in den 1960er Jahren ebenfalls völlig neu über Trümmerschutt trassiert.
Dort wurde von 2006 bis Ende 2011 die B 184 als vierstreifige Bundesstraße (RQ 20) ausgebaut.

## Ausbauzustand
Der Ausbauzustand der B 184 gliedert sich wie folgt:
| Abschnitt                                                     | Streifen | Trennstreifen | Bemerkung     |
| ------------------------------------------------------------- | -------- | ------------- | ------------- |
| Biederitz – L 149 Zerbst/Anhalt                               | 2        | nein          |               |
| L 149 Stadtgebiet Zerbst/Anhalt L 55                          | 4        | nein          | städtisch     |
| L 55 Zerbst/Anhalt – Roßlau (Elbe)                            | 2        | nein          |               |
| Roßlau (Elbe) – Dessau-Am Waggonbau                           | 4        | ja            | kreuzungsfrei |
| Dessau-Am Waggonbau – Dessau-Walderseestraße                  | 4        | nein          | städtisch     |
| Dessau-Walderseestraße – Dessau-Ziebigker Straße              | 2        | nein          |               |
| Dessau-Ziebigker Straße – L 63 Dessau-Alte Landebahn          | 4        | ja            | städtisch     |
| L 63 Dessau-Alte Landebahn – L 134 Dessau-Argenteuiler Straße | 2        | nein          |               |
| L 134 Dessau-Argenteuiler Straße – Dessau-Polysiusstraße      | 4        | ja            | städtisch     |
| Dessau-Polysiusstraße – Leipzig                               | 2        | nein          |               |